# Clarence Stein
Clarence Stein, född 19 juni 1882, död 7 februari 1975, var en amerikansk stadsplanerare, arkitekt och författare, känd som framstående förespråkare för trädgårdsstadsidealet i USA, grundare av Regional Planning Association och en av huvudarkitekterna bakom bostadsområdet Radburn i Bergen County, New Jersey, USA. Stein växte upp i New York och studerade vid École des Beaux-Arts i Paris. Han var gift med skådespelerskan Aline MacMahon (1899–1991).
Clarence Stein erhöll guldmedalj från American Institute of Architects 1955 och utnämndes 1962 av American Institute of Planners till en av nio "pionjärer för amerikansk stadsplanering".

## Stein och stadsplaneringen i Stockholm
Stein intresserade sig för Stockholms stadsplanering och hade under 1950-talet en tät kontakt med bland andra stadsbyggnadsborgarrådet Yngve Larsson. Larsson såg Stein och hans verk Toward New Towns for America som en av de främsta inspiratörerna för Stockholms stadsplanering, jämte Patrick Abercrombie och Lewis Mumford.